# Liste der Europameister im Vielseitigkeitsreiten
Die Europameisterschaften im Vielseitigkeitsreiten (ehemals Military genannt) werden seit 1953 von der FEI ausgerichtet. Sie fanden bis 1955 im jährlichen Rhythmus, anschließend alle zwei oder drei Jahre und seit 1965 alle zwei Jahre statt. Wie bei Reitwettbewerben allgemein üblich werden die Wettbewerbe nicht nach Geschlecht getrennt.

## Geschichte
Rund 40 Jahre nach Aufnahme der Military in das Programm der Olympischen Sommerspiele fragte die FEI beim britischen Pferdesportverband an, ob diese die erste Europameisterschaft in dieser Disziplin austragen wolle. Bei der ersten Austragung in Badminton nahmen sechs Mannschaften teil, jedoch erreichte nur die britische Mannschaft ein vollständiges Teamergebnis und gewann somit die erste Mannschaftsgoldmedaille in der Geschichte der Military-Europameisterschaften.
Bei der Europameisterschaft 1957 gewann die erste Frau, die Britin Sheila Willcox, den Wettbewerb. Dieser Sieg erfolgte zu einer Zeit, als bei den Olympischen Spielen der Start von Frauen in der Military noch nicht erlaubt war.
Dominierende Mannschaft ist traditionell Großbritannien, des Öfteren auch das Mutterland der Vielseitigkeit genannt. Bis auf 1993 gewann das britische Team immer eine Mannschaftsmedaille. In den ersten Jahrzehnten zählte zudem die Sowjetunion zu den dominierenden Mannschaften.
Im Jahr 1997 kam es zu einer Besonderheit in der Geschichte der Europameisterschaft: Die Europameisterschaft wurde in der Mannschaftswertung weltweit offen ausgetragen, zusätzlich wurde aus dieser Wertung eine europäische Mannschaftsrangliste ermittelt. In der Geschichte der Europameisterschaft wurden die Wettbewerbe regelmäßig im Rahmen regulärer Vielseitigkeitsturniere ausgetragen, dies wird heute jedoch nicht mehr praktiziert.
Bis 2003 wurde bei der Europameisterschaft das alte Format der Vielseitigkeitsprüfungen mit Rennbahn und Wegstrecken ausgetragen. Seit 2005 wird die Europameisterschaft als Langprüfung nach neuem Format – Dressur, Gelände, Springen – ausgetragen. Die Prüfung wird hierbei auf CCI 3*-Niveau ausgetragen.
Im Jahr 2005 gewann Zara Phillips – 34 Jahre nach ihrer Mutter Anne Windsor – den Einzelwettbewerb. Die 30. Austragung der Europameisterschaft im Vielseitigkeitsreiten fand 2011 in Luhmühlen statt.

## Einzelwertung
Die Sieger der Einzelwertungen waren:
| Jahr | Ort                             | Gold                                    | Silber                                | Bronze                          |
| ---- | ------------------------------- | --------------------------------------- | ------------------------------------- | ------------------------------- |
| 2023 | Haras du Pin (Département Orne) | Rosalind Canter Graffalo                | Kitty King Vendredi Biats             | Sandra Auffarth Viamant du Matz |
| 2021 | Avenches                        | Nicola Wilson Dublin                    | Piggy March Brookfield Inocent        | Sarah Bullimore Corouet         |
| 2019 | Salzhausen (Luhmühlen)          | Ingrid Klimke Hale Bob OLD              | Michael Jung Chipmunk FRH             | Cathal Daniels Rioghan Rua      |
| 2017 | Strzegom                        | Ingrid Klimke Hale Bob OLD              | Michael Jung Rocana FST               | Nicola Wilson Bulana            |
| 2015 | Blair Castle                    | Michael Jung Takinou                    | Sandra Auffarth Opgun Louvo           | Thibaut Vallette Qing du Briot  |
| 2013 | Malmö                           | Michael Jung Halunke FBW                | Ingrid Klimke FRH Escada JS           | William Fox-Pitt Chilli Morning |
| 2011 | Salzhausen (Luhmühlen)          | Michael Jung Sam FBW                    | Sandra Auffarth Opgun Louvo           | Frank Ostholt Little Paint      |
| 2009 | Fontainebleau                   | Kristina Cook Miners Frolic             | Piggy French Some Day Soon            | Michael Jung Sam FBW            |
| 2007 | Pratoni del Vivaro              | Nicolas Touzaint Galan de Sauvagère     | Mary King Call Again Cavalier         | Bettina Hoy Ringwood Cockatoo   |
| 2005 | Blenheim Palace                 | Zara Phillips Toytown                   | William Fox-Pitt Tamarillo            | Ingrid Klimke Sleep Late        |
| 2003 | Punchestown (County Kildare)    | Nicolas Touzaint Galan de Sauvagère     | Linda Algotsson Stand by Me           | Pippa Funnell Walk on Star      |
| 2001 | Pau                             | Pippa Funnell Supreme Rock              | Inken Johannsen Brilliante            | Enrique Sarasola Dopé Doux      |
| 1999 | Salzhausen (Luhmühlen)          | Pippa Funnell Supreme Rock              | Linda Algotsson Stand by Me           | Paula Törnqvist Monaghan        |
| 1997 | Burghley House                  | Bettina Overesch-Böker Watermill Stream | William Fox-Pitt Cosmopolitan         | Kristina Gifford General Jock   |
| 1997 | Burghley House (offene Wertung) | Mark Todd Broadcast News                |                                       |                                 |
| 1995 | Pratoni del Vivaro              | Lucy Thompson Welton Romance            | Marie-Christine Duroy Ut to Placineau | Mary King King William          |
| 1993 | Achselschwang                   | Jean-Lou Bigot Twist La Beige           | Kristina Gifford Song and Dance       | Eddy Stibbe Bahlua              |
| 1991 | Punchestown (County Kildare)    | Ian Stark Glenburnie                    | Richard Walker Jacana                 | Karen Straker-Dixon Get Smart   |
| 1989 | Burghley House                  | Virginia Holgate-Leng Master Craftsman  | Jane Thelwall Kings Jester            | Lorna Clarke Fearliath Mor      |
| 1987 | Salzhausen (Luhmühlen)          | Virginia Holgate-Leng Night Cap         | Ian Stark Sir Wattie                  | Claus Erhorn Justyn Thyme       |
| 1985 | Burghley House                  | Virginia Holgate-Leng Priceless         | Lorna Clarke Myross                   | Ian Stark Oxford Blue           |
| 1983 | Frauenfeld                      | Rachel Bayliss Mystic Minstrel          | Lucinda Green Regal Realm             | Christian Persson Joel          |
| 1981 | Horsens                         | Hansueli Schmutz Oran                   | Helmut Rethemeier Santiago            | Brian McSweeney Inis Meain      |
| 1979 | Salzhausen (Luhmühlen)          | Nils Haagensen Monaco                   | Rachel Bayliss Gurgle the Greek       | Rüdiger Schwarz Power Game      |
| 1977 | Burghley House                  | Lucinda Prior-Palmer George             | Karl Schultz Madrigal                 | Horst Karsten Sioux             |
| 1975 | Salzhausen (Luhmühlen)          | Lucinda Prior-Palmer Be Fair            | Anne Mountbatten-Windsor Goodwill     | Peter Gornuschko Gusar          |
| 1973 | Kiew                            | Alexander Jewdokimow Jeger              | Herbert Blöcker Albrant               | Horst Karsten Sioux             |
| 1971 | Burghley House                  | Anne Mountbatten-Windsor Doublet        | Debbie West Baccarat                  | Stuart Stevens Classic Chips    |
| 1969 | Haras du Pin (Département Orne) | Mary Gordon-Watson Cornishman V         | Richard Walker Pasha                  | Bernd Messmann Windspiel        |
| 1967 | Punchestown (County Kildare)    | Eddie Boylan Durlas Eile                | Martin Whiteley The Poacher           | Derek Allhusen Lochinvar        |
| 1965 | Moskau                          | Marian Babirecki Volt                   | Lew Baklyschkin Evlon                 | Horst Karsten Condora           |
| 1962 | Burghley House                  | James Templer M'Lord Conolly            | German Gazjumow Granj                 | Jane Wykeham-Musgrave Ryebrooks |
| 1959 | Harewood House                  | Hans Schwarzenbach Burn Trout           | Frank Weldon Samuel Johnson           | Derek Allhusen Laurien          |
| 1957 | Kopenhagen                      | Sheila Willcox High-and-Mighty          | August Lütke-Westhues Franko          | Jonas Lindgren Eldorado         |
| 1955 | Windsor Castle                  | Frank Weldon Kilbarry                   | John Oram Radar                       | Bertie Hill Countryman          |
| 1954 | Basel                           | Albert Hill Crispin                     | Frank Weldon Kilbarry                 | Arthur Lawrence Rock Starlight  |
| 1953 | Badminton House                 | Arthur Lawrence Rock Starlight          | Frank Weldon Kilbarry                 | Hans Schwarzenbach Vae Victis   |

## Mannschaftswertung
| Jahr | Ort Mannschaften                                    | Gold | Silber | Bronze |
| ---- | --------------------------------------------------- | --- | --- | --- |
| 2023 | Haras du Pin (Département Orne) 10                  | Großbritannien Kitty King Vendredi Biats Yasmin Ingham Banzai du Loir Laura Collett London Rosalind Canter Graffalo                    | Deutschland Malin Hansen-Hotopp Carlitos Quidditch K Christoph Wahler Carjatan S Sandra Auffarth Viamant du Matz Michael Jung Chipmunk FRH              | Frankreich Stéphane Landois Chaman Dumontceau Karim Florent Laghouag Triton Fontaine Nicolas Touzaint Absolut Gold Gaspard Maksud Zaragoza     |
| 2021 | Avenches                                            | Großbritannien Rosalind Canter Allstar B Nicola Wilson Dublin Piggy March Brookfield Inocent Kitty King Vendredi Biats                 | Deutschland Ingrid Klimke Hale Bob Michael Jung Wild Wave Andreas Dibowski FRH Corrida Anna Siemer FRH Butts Avondale                                   | Schweden Niklas Lindbäck Focus Filiocus Malin Josefsson Golden Midnight Louise Romeike Waikiki Ludwig Svennerstål El Kazir                     |
| 2019 | Salzhausen (Luhmühlen)                              | Deutschland Andreas Dibowski FRH Corrida Kai Rüder Colani Sunrise Michael Jung Chipmunk FRH Ingrid Klimke Hale Bob                     | Großbritannien Pippa Funnell Majas Hope Piggy French Quarrycrest Echo Kristina Cook Billy the Red Oliver Townend Cooley Master Class                    | Schweden Sara Algotsson-Ostholt Chicuelo Malin Josefsson Golden Midnight Malin Petersen Charly Brown Christoffer Forsberg Sapporo              |
| 2017 | Strzegom                                            | Großbritannien Nicola Wilson Bulana Kristina Cook Billy the Red Rosalind Canter Allstar B Oliver Townend Cooley SRS                    | Schweden Sara Algotsson-Ostholt Reality Louise Svensson Jähde Utah Sun Niklas Lindbäck Focus Filiocus Ludwig Svennerstål Paramount Importance           | Italien Pietro Roman Barraduff Pietro Sandei Rubis de Prere Vittoria Panizzon Chequers Play the Game Arianna Schivo Quefira de l'Ormeau        |
| 2015 | Blair Castle                                        | Deutschland Michael Jung Takinou Sandra Auffarth Opgun Louvo Ingrid Klimke Hale Bob Dirk Schrade Hop and Skip                          | Großbritannien Kitty King Persimmon Pippa Funnell Sandman Nicola Wilson One Two Many William Fox-Pitt Bay My Hero                                       | Frankreich Thibaut Vallette Qing du Briot Mathieu Lemoine Bart L Thomas Carlile Sirocco du Gers Karim Florent Laghouag Entebbe                 |
| 2013 | Malmö                                               | Deutschland Michael Jung Halunke FBW Ingrid Klimke FRH Escada Dirk Schrade Hop and Skip Andreas Dibowski FRH Butts Avedon              | Schweden Ludwig Svennerstål Shamwari Sara Algotsson-Ostholt Reality Niklas Lindbäck Mister Pooh Frida Andersén Herta                                    | Frankreich Nicolas Touzaint Lesbos Astier Nicolas Piaf de b'Neville Donatien Schauly Séculaire Karim Florent Laghouag Punch de l’Esques        |
| 2011 | Salzhausen (Luhmühlen) 11 (2 ausgeschieden)         | Deutschland Ingrid Klimke FRH Butts Abraxxas Michael Jung Sam FBW Sandra Auffarth Opgun Louvo Andreas Dibowski FRH Fantasia            | Frankreich Donatien Schauly Ocarina du Chanois Nicolas Touzaint Quirinal de la Bastide Stanislas de Zuchowicz Miners Frolic Pascal Leroy Minos de Petra | Großbritannien Mary King Imperial Cavalier Piggy French Jakata William Fox-Pitt Cool Mountain Nicola Wilson Opposition Buzz                    |
| 2009 | Fontainebleau 8 (4 ausgeschieden)                   | Großbritannien Kristina Cook Miners Frolic William Fox-Pitt Idalgo du Donjon Nicola Wilson Opposition Buzz Oliver Townend Flint Curtis | Italien Roberto Rotatori Irham de Vaiges Juan Carlos García Iman du Golfe Stefano Brecciaroli Oroton Susanna Bordone Blue Moss                          | Belgien Karin Donckers Gazelle de la Brasserie CH Joris Van Springel Bold Action Virginie Caulier Kilo Constantin Van Rijckevorsel Our Vintage |
| 2007 | Pratoni del Vivaro 12                               | Großbritannien Mary King Call Again Cavalier Zara Phillips Toytown Daisy Dick Spring Along Oliver Townend Flint Curtis                 | Frankreich Nicolas Touzaint Galan de Sauvagère Eric Vigeanel Coronado Prior Didier Dhennin Ismene du Temple Arnaud Boiteau Expo du Moulin               | Italien Vittoria Panizzon Rock Model Roberto Rotatori Irham de Vaiges Fabio Magni Southern King V Susanna Bordone Ava                          |
| 2005 | Blenheim Palace 10                                  | Großbritannien Zara Phillips Toytown William Fox-Pitt Tamarillo Jeanette Brakewell Over To You Leslie Law Shear L'Eau                  | Frankreich Arnaud Boiteau Expo du Moulin Didier Willefert Escape Lane Mili Gilles Viricel Blakring Mili Nicolas Touzaint Hidalgo de l’Ile               | Deutschland Frank Ostholt Air Jordan Hinrich Romeike Marius Anna Warnecke Twinkle Bee Bettina Hoy Ringwood Cockatoo                            |
| 2003 | Punchestown (County Kildare) 8                      | Großbritannien Pippa Funnell Walk on Star Leslie Law Shear l'Eau William Fox-Pitt Moon Man Jeannette Brakewell Over to You             | Frankreich Nicolas Touzaint Galan de Sauvagère Arnaud Boiteau Expo du Moulin Jean Teulère Hobby du Mée Jean-Luc Force Crocus Jacob                      | Belgien Karin Donckers Gormley Carl Bouckaert Welton Molecule Dolf Desmedt Bold Action Constantin Van Rijckervorsel Withcote Nellie            |
| 2001 | Pau 10                                              | Großbritannien Pippa Funnell Supreme Rock William Fox-Pitt Stunning Jeanette Brakewell Over To You Leslie Law Shear H2O                | Frankreich Didier Courrèges Debat D'Estruval Frédéric de Romblay Baba Au Rhum Denis Mesples Vanpire Rodolphe Scherer Quack                              | Italien Marco Biasa Ecu Andrea Verdina Donnizetti Fabio Fani Ciotti Down Town Brown Fabio Magni Cool'n                                         |
| 1999 | Salzhausen (Luhmühlen) 14 (5 ausgeschieden)         | Großbritannien Jeanette Brakewell Over To You Kristina Gifford The Gangster II Pippa Funnell Supreme Rock Ian Stark Jaybee             | Deutschland Bodo Battenberg Sam the Man Nele Hagener Little McMuffin Herbert Blöckler Chicol Peter Thomsen Warren Gorse                                 | Belgien Constantin Van Rijckevorsel Otis Carl Bouckaert Welton Molecule Kurt Heyndrickx Archimedes Virginie Caulier                            |
| 1997 | Burghley House 9 (3 ausgeschieden)                  | Großbritannien William Fox-Pitt Cosmopolitan Ian Stark Arakai Mary King Rusty Chris Bartle Word Perfect II                             | Schweden Anna Hermann Home Run II Paula Törnqvist Monaghan Magnus Österlund Master Mind Sivert Jonsson Jumping Jet Pack                                 | Frankreich Jean-Lou Bigot Twist la Beige Marie-Christine Duroy Summer Song Fredrick de Romblay Rosendael Jean Teulère Rodosto                  |
| 1995 | Pratoni del Vivaro 13 (5 ausgeschieden)             | Großbritannien William Fox-Pitt Cosmopolitan Kristina Gifford Midnight Blue Mary King King William Charlotte Bathe The Cool Customer   | Frankreich Jean-Lou Bigot Twist La Beige Didier Willefert Seducteur Biolay Rodolphe Scherer Urane de Pins Gilles Pons Ramdame                           | Irland Lucy Thompson Welton Romance Eric Boyd Smiley Enterprise Virginia McGrath Yellow Earl Michael Barry Collongues                          |
| 1993 | Achselschwang 11 (5 ausgeschieden)                  | Schweden Anna Hermann Mr Punch Lars Christenson One Way Fredrik Bergendorff Michaelmas Day Erik Duvander Right on Time                 | Frankreich Jean-Lou Bigot Twist la Beige Didier Seguret New-Lot Michel Bouquet Newport Jean Teulère Orvet de Bellai                                     | Irland Eric Boyd Smiley Enterprise Sally Corscadden Cageodore Sonya Rowe Bright Imp Susan Shortt Menana                                        |
| 1991 | Punchestown (County Kildare) 10 (7 ausgeschieden)   | Großbritannien Ian Stark Glenburnie Richard Walker Jacana Karen Straker-Dixon Get Smart Mary Thomson King Wiliam                       | Irland Sonya Duke Bright Imp Olivia Holohan Buket Jeremy Spring Holy Smoke Fiona Wentges Oliver                                                         | Frankreich Jean-Jacques Boisson Oscar de la Loge Didier Mayoux Maryland II Jean Teulère Orvet de Bellaing Didier Seguret Newlot                |
| 1989 | Burghley House 10 (5 ausgeschieden)                 | Großbritannien Virginia Holgate-Leng Master Craftsman Lorna Clarke Fearliath Mor Ian Stark Glenburnie Rodney Powell The Irishman II    | Niederlande Fiona van Tuyll Just a Gamble Mandy Stibbe Bristols Autumn Bronze Eddy Stibbe Bristols Autumn Fantasy                                       | Irland Joe McGowan Private Deal Eric Horgan Homer Olivia Holohan Rusticus Melanie Francis Ann Duff Rathlin Roe                                 |
| 1987 | Salzhausen (Luhmühlen) 11 (8 ausgeschieden)         | Großbritannien Virginia Holgate-Leng Night Cap Ian Stark Sir Wattie Rachel Hunt Aloaf Lucinda Green Shannagh                           | BR Deutschland Wolfgang Mengers Half Moon Bay Ralf Ehrenbrink Uncle Toss Claus Erhorn Justyn Thyme Jürgen Blum Frosty Bay                               | Frankreich Thierry Lacour Hymen de la Cour Didier Seguret Jovial E Vincent Berthet Jet Crub Pascal Morvilliers Jacquet                         |
| 1985 | Burghley House 9 (4 ausgeschieden)                  | Großbritannien Virginia Holgate-Leng Priceless Lorna Clarke Myross Ian Stark Oxford Blue Lucinda Green Regal Realm                     | Frankreich Jean Teulère Godelureau HN Vincent Berthet Kopino HN Marie-Christine Duroy Harley Pascal Morvilliers Gulliver B                              | BR Deutschland Christoph Wagner Phillip Jürgen Blum Frosty Bay Ralf Ehrenbrink Bettina Claus Erhorn Fair Lady                                  |
| 1983 | Frauenfeld 11 (5 ausgeschieden)                     | Schweden Christian Persson Joel Göran Breissner Ultimus xx Sven Ingvarsson Doledo Ola Ullsten Noir                                     | Großbritannien Lucinda Green Regal Realm Virginia Holgate-Leng Night Cap Lorna Clarke Danville Diana Clapham Windjammer                                 | Frankreich Pascal Morvilliers Gulliver B Thierry Lacour Hymen de la Cour Marie-Christine Duroy Harley Patrick Marquebielle Flamenco III        |
| 1981 | Horses 13 (7 ausgeschieden)                         | Großbritannien Virginia Holgate Priceless Richard Meade Kilcashel Sue Benson Gemma Jay Lizzie Purbrick Peter the Great                 | Schweiz Ernst Baumann Baron Hansueli Schmutz Oran Sepp Räber Benno II Josef Burger Beaujour de Mars                                                     | Polen Miroslaw Szlapka Erywan Jan Lipczyński Elektron Jerzy Rafalak Djak Miroslaw Slusarczyk Ekran                                             |
| 1979 | Salzhausen (Luhmühlen) 10 (3 ausgeschieden)         | Irland John Watson Cambridge Blue David Foster Inis Mean Alan Lillington Seven Up Helen Cantillon Wing Forward                         | Großbritannien Chris Collins Gamble Clarissa Strachan Warrior Sue Hatherly Monacle II Lucinda Prior-Palmer Killaire                                     | Frankreich Thierry Touzaint Griboille C Thierry Lacour Sertorius Edouard Decharme Frisson A Armand Bigot Gamin du Bois                         |
| 1977 | Burghley House 7 (1 ausgeschieden)                  | Großbritannien Lucinda Prior-Palmer George Jane Holderness-Roddam Warrior Chris Collins Smokey VI Clarissa Strachan Merry Sovereign    | BR Deutschland Karl Schultz Madrigal Horst Karsten Sioux Hanna Huppelsberg-Zwöck Akzent Harry Klugmann El Paso                                          | Irland John Watson Cambridge Blue Eric Horgan Pontoon Patsy Maher Ballagarry Norman van der Vater Blue Tom Tit                                 |
| 1975 | Salzhausen (Luhmühlen) 10 (4 ausgeschieden)         | Sowjetunion Pjotr Gornuschko Gusar Wiktor Kalinin Araks Wladimir Lanjugin Reflex Wladimir Tischkin Flot                                | Großbritannien Lucinda Prior-Palmer Be Fair Anne Windsor Goodwill Sue Hatherly Harley Janet Hodgson Larkspur                                            | BR Deutschland Kurt Mergler Vaibel Herbert Blöcker Albrant Harry Klugmann Veberod Horst Karsten Sioux                                          |
| 1973 | Kiew 7 (4 ausgeschieden)                            | BR Deutschland Herbert Blöcker Albrant Kurt Mergler Vaibel Horst Karsten Sioux Harry Klugmann El Paso                                  | Sowjetunion Alexander Jewdokimow Jeger Wladimir Soroka Obzor Juri Salnikow Bagazh Walentin Gorelkin Rock                                                | Großbritannien Richard Meade Wayfarer II Lucinda Prior-Palmer Be Fair Janet Hodgson Larkspur Debbie West Baccarat                              |
| 1971 | Burghley House 7 (2 ausgeschieden)                  | Großbritannien Debbie West Baccarat Richard Meade The Poacher Mary Gordon-Watson Cornishman Mark Phillips Great Ovations               | Sowjetunion Sergin Mukhin Resfeder Wladimir Soroka Obzor Alexander Jewdokimow Farkhad Juri Solos Rashod                                                 | Irland William McLernon Ballangarry Diana Wilson Broken Promise William Powell-Harris Smokey VI Ronnie MacMahon San Carlos                     |
| 1969 | Haras du Pin (Département Orne) 6 (2 ausgeschieden) | Großbritannien Richard Walker Pasha Derek Allhusen Lochinvar Pollyann Hely-Hutchinson Count Jasper Reuben Jones The Poacher            | Sowjetunion Juri Solos Fat Alexander Jewdokimow Fahrad Kamo Zakarian Fugas Y. Kepp Hobot                                                                | BR Deutschland Bernd Messmann Windspiel Kurt Mergler Adajio Horst Karsten Vaibel Otto Ammermann Alpaca                                         |
| 1967 | Punchestown (County Kildare) 8 (4 ausgeschieden)    | Großbritannien Martin Whitely The Poacher Derek Allhusen Lochinvar Reuben Jones Foxdor Richard Meade Barberry                          | Irland Eddie Boylan Durlas Eile John Fowler Dooney Rock Virginia Stanhope, Viscountess Petersham Sam Weller Bill Mullins March Hawk                     | Frankreich Jean-Jacques Guyon Pitou Daniel Lechevallier Opera Henri Michel Ouragan Michel Cochenet Artaban II                                  |
| 1965 | Moskau 7 (3 ausgeschieden)                          | Sowjetunion Lew Baklyschkin Rulon Alexander Jewdokimow Padarok Saibattod Mursalimow Dzhigit ? Gorelkin                                 | Irland Penelope Moreton Loughlin Virginia Freeman-Jackson Sam Weller Eddie Boylan Durlas Eile Anthony Cameron Lough Druid                               | Großbritannien Derek Allhusen Lochinvar Richard Meade Barberry Christine Sheppard Fenjirao Reuben Jones Master Bernard                         |
| 1962 | Burghley House 4                                    | Sowjetunion German Gazjumow Granj Pawel Dejew Satrap Lew Baklyschkin Khirurg Saibattod Mursalimow                                      | Irland Anthony Cameron Sam Weller Henry Freeman-Jackson St Finbarr Virginia Freeman-Jackson Irish Lace Patrick Conolly-Carew Ballyhoo                   | Großbritannien Frank Weldon Young Pretender Michael Bullen Sea Breeze Susan Fleet The Gladiator Peter Welch Mister Wilson                      |
| 1959 | Harewood House 10 (4 ausgeschieden)                 | BR Deutschland August Lütke-Westhues Franko II Ottokar Pohlmann Polarfuchs Siegfried Dehning Fechtlanze Reiner Klimke Fortunat         | Großbritannien Frank Weldon Samuel Johnson Derek Allhusen Laurien Jeremy Beale Fulmer Folly Sheila Waddington Willcox Airs & Graces                     | Frankreich Jean-Raymond le Roy Garden Pierre Durand Gulliano Guy Lefrant Nicias Hugues Landon Espionne                                         |
| 1957 | Kopenhagen 6 (3 ausgeschieden)                      | Großbritannien Sheila Willcox High & Mighty Ted Marsh Wild Venture Derek Allhusen Laurien Kit Tatham-Warter Pampas Cat                 | BR Deutschland August Lütke-Westhues Franko II Siegfried Dehning Fechtlanze Reiner Klimke Lausbub Dieter Fösken                                         | Schweden Jonas Lindgren Eldorado Evert Petterson Tom Raid Petrus Kastenman Illuster K. G. Holm Air                                             |
| 1955 | Windsor Castle 5 (3 ausgeschieden)                  | Großbritannien Frank Weldon Kilbarry Albert Hill Countryman Arthur Laurence Rook Starlight Diana Mason Tramella                        | Schweiz Anton Bühler Uranus Hans Bühler Richard Marc Büchler Tizian Andrea Zindel Vae Victis                                                            | |
| 1954 | Basel 5 (3 ausgeschieden)                           | Großbritannien Albert Hill Crispin Frank Weldon Kilbarry Arthur Laurence Rook Starlight Diana Mason Tramella                           | BR Deutschland Wilhelm Büsing Trux August Lütke-Westhues Hubertus Klaus Wagner Dachs Max Huck Fockdra von Kamax                                         | |
| 1953 | Badminton House 3 (2 ausgeschieden)                 | Großbritannien Frank Weldon Kilbarry Reg Hindley Speculation Albert Hill Bambi                                                         | | |